# A Flower's Broken
A Flower's Broken è il quinto album in studio della cantante pop italiana Sabrina Salerno.

## Il disco
Pubblicato nel gennaio 1999 dall'etichetta RTI Music, l'album è uscito in Italia e Spagna e rappresentava il ritorno della cantante al genere dance pop, accantonato nell'album precedente Maschio dove sei.
Insieme all'album viene pubblicato anche il singolo I Love You, per il quale Sabrina gira anche un video promozionale.
Sia l'album che il singolo non ottengono il successo sperato, a causa anche del contemporaneo fallimento della casa discografica.
Nel disco sono incluse due cover: You Oughta Know di Alanis Morissette e Never Too Late di Tracy Spencer.

## Tracce
1. Shallala – 3:20
2. Jimmy – 4:08
3. I Love You – 4:32
4. Diamond In the Sand – 3:54
5. I Want You – 3:49
6. You Oughta Know – 3:59
7. Flower's Broken – 4:32
8. Love Is All There Is – 3:23
9. Russian Lover – 3:50 – (duetto con Dimitri Kusnitzof)
10. Never Too Late – 9:43